# Витан (Словения)
Вижте пояснителната страница за други значения на Витан.
Витан (на словенски: Vitan) е село в Словения, Подравски регион, община Ормож. Според Националната статистическа служба на Република Словения през 2015 г. селото има 102 жители.